# Анорексия
Анорекси́я (др.-греч. ἀ- «без-, не-» + ὄρεξις «позыв к еде») — синдром, заключающийся в полном отсутствии аппетита при объективной потребности организма в питании, который сопровождает большинство метаболических заболеваний, инфекций, болезней пищеварительной системы, в частности паразитарных инфекций, поздние стадии развития злокачественных новообразований (то есть в случае наличия отдалëнных метастазов), а также возникающий по другим причинам. Анорексия может приводить к белково-энергетической недостаточности.

## Виды анорексии
Выделяют следующие разновидности синдрома:
- Первичная анорексия — утрата чувства голода, связанная с гормональной дисфункцией, неврологической патологией, злокачественными опухолями[3].
- Лекарственная анорексия — вызванная приёмом специальных анорексигенных препаратов с целью снижения массы тела либо побочным действием других препаратов (антидепрессантов, психостимуляторов, антагонистов гормонов и проч.)[4].

- Социальная анорексия